# Calpurnia aurea
Calpurnia aurea là một loài thực vật thuộc họ Fabaceae, phân bố ở miền nam châu Phi. Cây cao đến 4 m, trong rừng có thể đến 15 m.